# Goodwin, South Dakota
Goodwin är en ort i Deuel County i delstaten South Dakota, USA.